# Marc Bavant
Marc Bavant (1957) è un esperantista e linguista francese. È membro dell'Akademio de Esperanto per un primo mandato tra il 2004 e il 2013 e in séguito per un secondo mandato con decorrenza dal 2016.

## Biografia
Nel 1980, consegue la laurea in ingegneria presso l'École nationale supérieure des mines di Parigi e da allora svolge la professione d'ingegnere nel campo delle reti di telecomunicazione. Tra il 2005 e il 2008, frequenta un corso triennale di studi d'interlinguistica presso l'Università Adam Mickiewicz di Poznań. Nell'aprile 2014 consegue il dottorato in linguistica generale presso l'Università di Amsterdam. Ha indagato l'uso dei verbi e il concetto di «possesso» in tre lingue: basco, persiano antico, elamico. Durante una lectio per il Londona-Esperanto Klubo, Bavant ha affermato che la grammatica e il sistema di scrittura della lingua elamica non è stata oggetto di molti studi, malgrado le copiose attestazioni e ritrovamenti: «La lingua è stata studiata principalmente da archeologi, non da linguisti», ha chiarito, per cui si conosce con un certo grado di sicurezza il significato dei testi, ma non le strutture della grammatica.
Dal 2015, svolge il post-dottorato presso l'École pratique des hautes études.

## Esperanto
Marc Bavant entra a contatto con l'esperanto in età adolescenziale; cionnondimeno, l'interesse verso la lingua sboccia solo negli anni '80, quando riceve un certificato di competenza linguistica da parte del Franca Esperanto-Instituto.
Negli anni '90 dà vita al sito web dell'organizzazione giovanile francese di esperanto ed insegna l'esperanto online; successivamente, s'interessa di lessicografia dell'esperanto e collabora ai lavori per il Reta Vortaro. È eletto membro dell'Akademio de Esperanto, con mandato tra il 2004 e il 2013, e poi come corrispondente dal 2014. Come accademico, partecipò ai lavori della nona integrazione ufficiale al vocabolario d'esperanto e si occupò a lungo di rispondere alle domande poste dagli esperantofoni allo sportello di consulenza linguistica. In un'intervista rilasciata ad Esperanto-Aktiv', ha chiarito che, negli ultimi anni del suo mandato, non avrebbe più potuto partecipare attivamente ai lavori dell'Akademio come avrebbe voluto: «Ho poi dedicato quasi tutto il mio tempo libero al mio dottorato di ricerca e non volevo occupare un seggio in modo inopportuno» — ha affermato — «Per questo non mi sono ricandidato alla scadenza del mio mandato nel 2012». Nel 2016 è eletto nuovamente accademico, questa volta con un mandato di 9 anni.
È membro a vita dell'Associazione universale esperanto.

## Opere
Due suoi titoli sono stati pubblicati da Kava-Pech (Cechia):
- (FR) Marc Bavant, Les bases de l’espéranto d’après le fundamento [Le basi dell'esperanto dal fondamento], 2002, ISBN 80-85853-56-6.
- (CS, DE, EN, FR, HU, PL, RU, EO) Marc Bavant, Matematika vortaro kaj oklingva leksikono [Dizionario matematico e lessico in otto lingue], 2003, ISBN 80-85853-65-5.

Il primo è un libro di testo che si propone di spiegare la Grammatica Fondamentale; appena pubblicato, il testo è stato oggetto di critiche asperrime da parte di Paul Gubbins, che apparvero nell'articolo «Ne sufiĉas bonintenco» (Le buone intenzioni non bastano), pubblicato sulla rivista Esperanto (numero 7-8, 2003). Gubbins ha affermato che il libro «contribuisce poco alla nostra comprensione dell'esperanto e nient'affatto alla sua pedagogia». L'editore ha poi chiarito d'aver pubblicato il libro sulla base del giudizio molto favorevole di diversi francofoni, tra cui Claude Piron. In risposta alle dure critiche, giunsero alla redazione del giornale diverse lettere di protesta, sicché nel numero 10 dello stesso anno il giornale pubblicò una nuova recensione, questa volta favorevole, scritta da Boris Kolker. Kolker si congratulò con Bavant, asserendo: «Marc Bavant ha presentato il fundamento dell'esperanto sotto una nuova veste, fornendo commenti ed estrapolando regole dagli esempi ivi contenuti. Un tentativo molto ingegnoso, grazie al quale il fundamento si è trasformato, nell'interpretazione di Marc, in un moderno libro di testo». In una recensione apparsa sulla rivista Monato, Kolker ha soggiunto che «i commenti e le note sono d'interesse financo per i linguisti più esperti».